# Li Jinshan
Li Jinshan – chiński judoka.
Srebrny medalista igrzysk azjatyckich w 1990 roku.